# بهرة عنا (بابويي)
بهرة عنا (بالفارسية: بهره عنا) هي قرية تقع في إيران في قسم بابويي الريفي. يقدر عدد سكانها بـ 524 نسمة بحسب إحصاء 2016.